# Sant Cugat del Racó

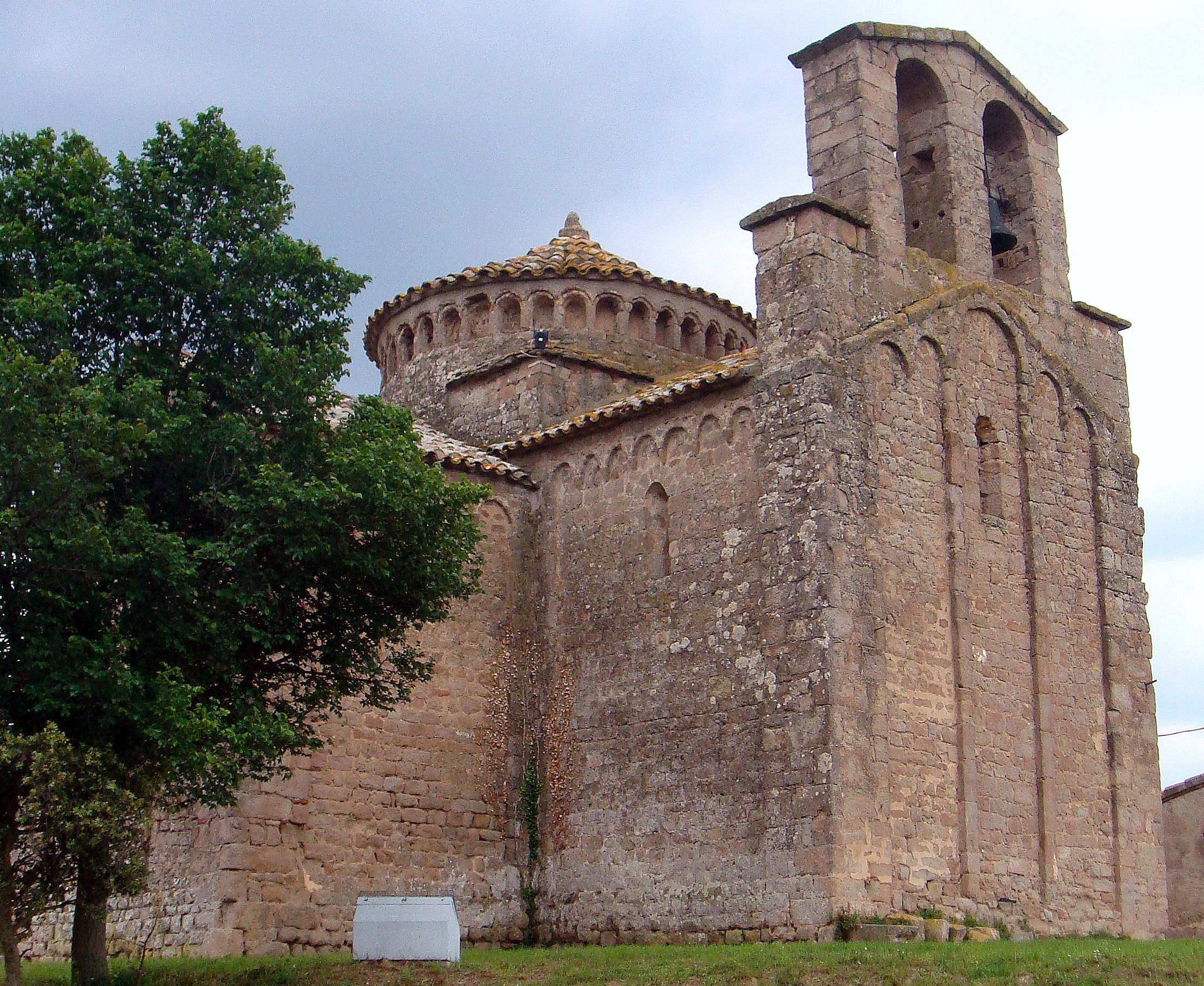
Kirche Sant Cugat del Racó

Die dem hl. Cucuphas geweihte Kirche Sant Cugat del Racó ist – neben den Kirchen Sant Vicenç de Cardona, Sant Jaume de Frontanyà, Sant Pere de Rodes, Sant Cugat del Vallès und Sant Ponç de Corbera – einer der ältesten und eindrucksvollsten Bauten der romanischen Architektur im nördlichen Katalonien.

## Lage
Die Kirche Sant Cugat del Racó befindet sich auf dem Gemeindegebiet (municipi) von Navàs im nur noch etwa 25 Einwohner zählenden Weiler gleichen Namens im Norden der Provinz Barcelona in der Autonomen Region Katalonien. Sie liegt etwa fünf Kilometer westlich des Oberlaufs des Riu Llobregat in einer Höhe von knapp 500 Metern ü. d. M. Die nächstgelegene größere Stadt, Manresa, befindet sich etwa 25 Kilometer südlich.

## Geschichte

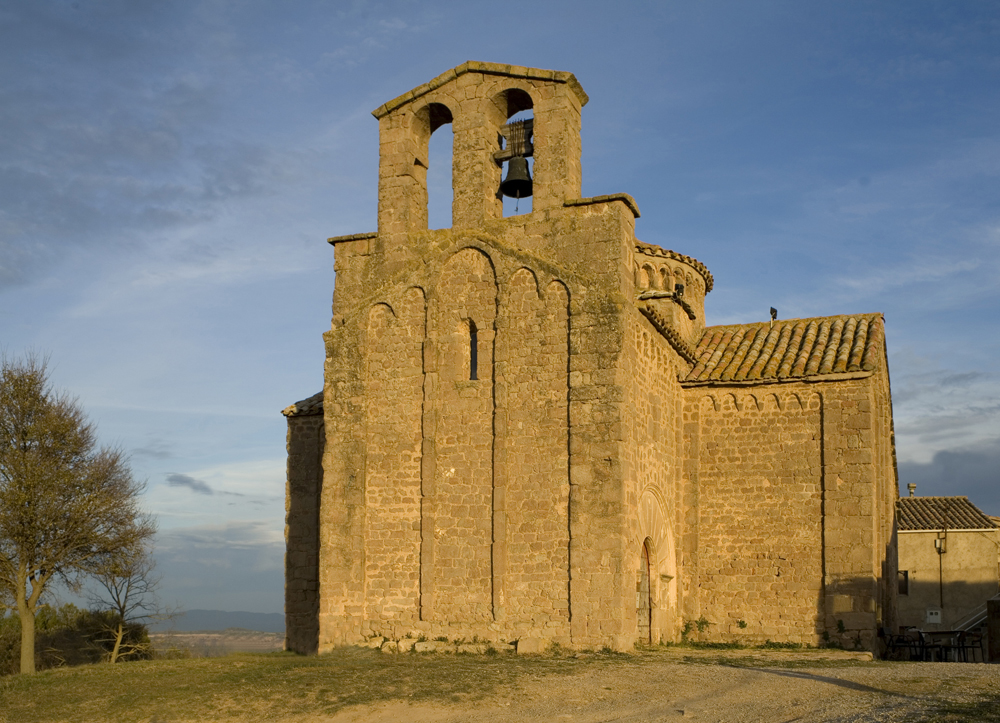
Kirche Sant Cugat del Racó

Bei Ausgrabungen wurden im Bereich der Apsis Reste eines präromanischen Bauwerks gefunden, doch über Einzelheiten der Baugeschichte sowie über den oder die Auftraggeber der heutigen Kirche ist nichts bekannt. Der üblicherweise in die erste Hälfte des 11. Jahrhunderts datierte Bau der Kirche beeindruckt durch seine Höhendimensionen sowie durch die dreiapsidiale Anlage – Aspekte, die es nahezu unmöglich erscheinen lassen, dass es sich ursprünglich um eine einfache Dorfkirche gehandelt haben könnte. Eher ist an eine Kollegiatkirche oder an eine Prioratskirche zu denken, doch fehlen diesbezüglich weitergehende Hinweise. Ältere Namen lauten Sant Cugat de Castelladral (1040) oder Sant Cugat de l’Alou (1293), was einen Bezug zum Kloster von Ripoll nahelegt; der heutige Name erscheint erstmals im Jahr 1689. Die an katalanischen Kirchen nach dem Jahr 1000 häufige auftretende Kombination von Lisenen und Rundbogenfriesen wird in der Forschung stets mit lombardischen Formen oder gar Architekten bzw. Steinmetzen in Verbindung gebracht (siehe Abt Oliba).

## Architektur

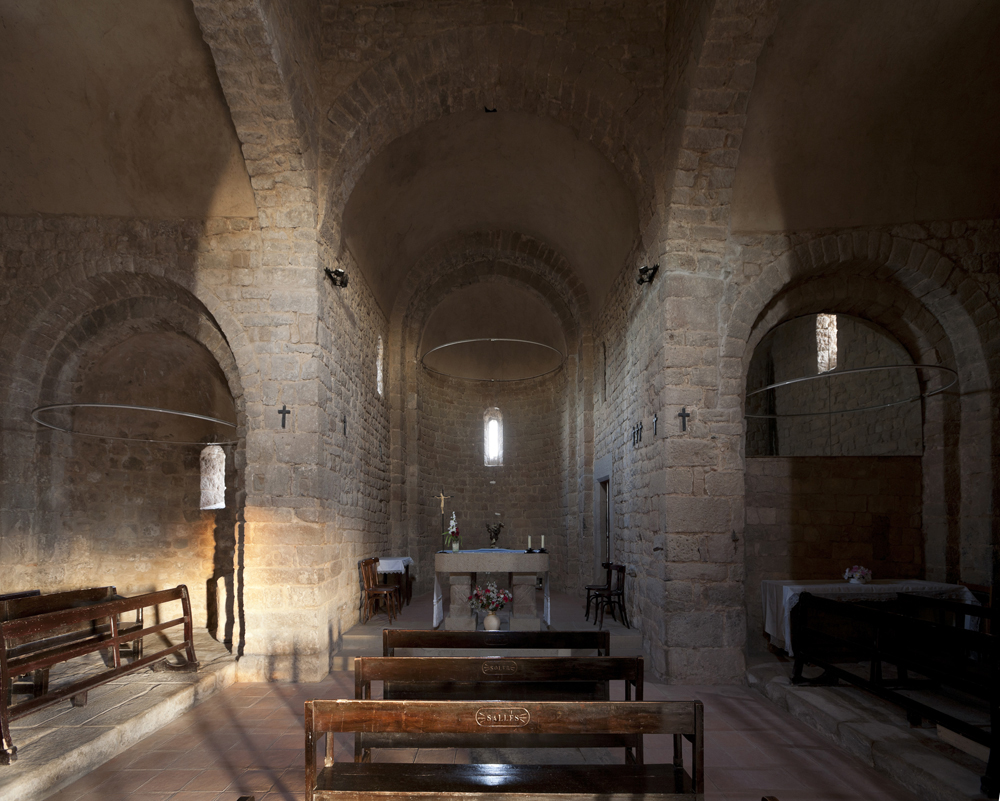
Querhaus und Apsiden

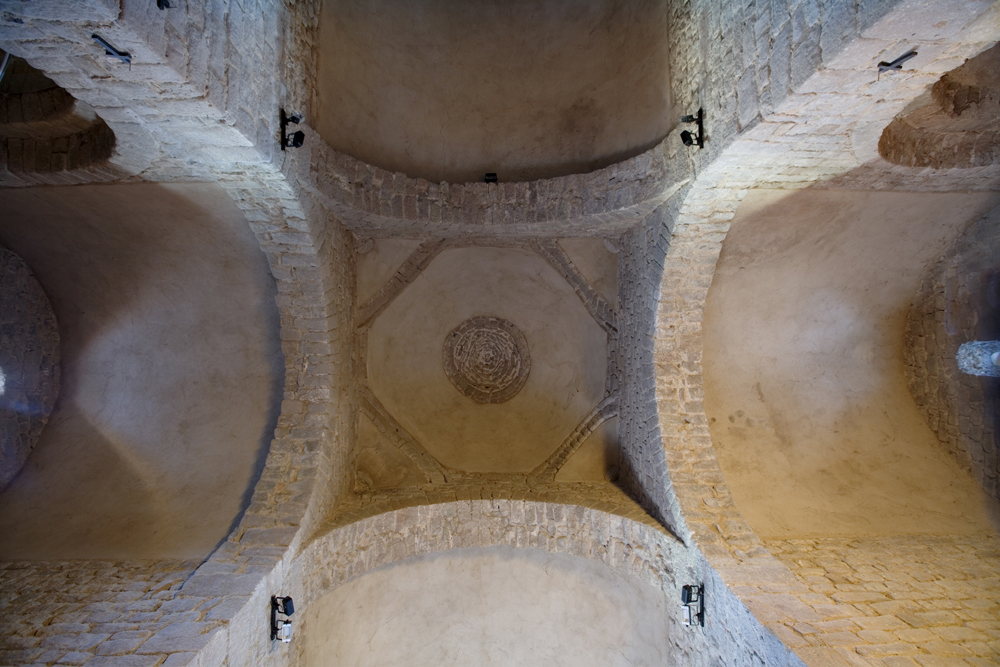
Vierung und Querhausarme

Der Grundriss der Kirche bildet in etwa ein griechisches Kreuz mit vier gleichdimensionierten Schenkeln nach. Der gesamte Bau ist im Wesentlichen aus nur grob behauenen Bruchsteinen errichtet; nur an den Ecksteinen, Lisenen und am – später hinzugefügten – Glockengiebel (espadanya) findet sich exakter behauenes Steinmaterial.

### Außenbau
Die Außenmauern der Apsiden, des Querschiffs, des Langhauses und der Westfassade sind durch Lisenen gegliedert, die sich unterhalb der Dachtraufen bzw. der Giebel zu einem beinahe umlaufenden Rundbogenfries entwickeln. Der quadratische Vierungsbereich wird durch einen – in Katalonien einmaligen – kreisrunden tambourartigen, aber nicht belichteten Aufsatz (cimbori) überhöht, der von einer umlaufenden Zwerggalerie umgeben ist. Die südliche Apsis wurde im 17. Jahrhundert abgerissen und durch eine Sakristei ersetzt.

### Portal
Das heutige, auf der Südseite des Kirchenbaus befindliche Rundbogenportal wurde später eingefügt; oberhalb des Bogenscheitels trägt es die eingemeißelte Jahreszahl 1599.

### Inneres
Das kurze tonnengewölbte Langhaus ist einschiffig und hat etwa dieselbe Breite (ca. 3,20 Meter) wie die Mittelapsis; die kleineren seitlichen Apsiden sind östlich an die beiden Querhausarme angefügt, die gegenüber dem Langhaus um eine Stufe erhöht sind. Die drei Apsiden bilden ein Triumphbogenschema. Das Kirchenschiff und die beiden Querhausarme sind durch schmale, hochgelegene und ursprünglich nicht verglaste Fensteröffnungen nur spärlich belichtet; sie sind tonnengewölbt (Scheitelhöhe ca. 7,50 Meter). Die Vierung ist hingegen von einer trompengestützten Kuppel überdeckt und die Apsiden zeigen die üblichen halbkuppelförmigen Kalottenwölbungen.

## Ausstattung
Man nimmt an, dass die auf vier Säulentrommeln mit Rautendekor und einem abgetreppten Sockel ruhende dekorlose Altarplatte (Breite ca. 1,50 Meter, Höhe ca. 20 Zentimeter) noch vom Vorgängerbau stammt, von dem zwei Kapitelle im Museu Comarcal de Manresa zu sehen sind.